# Pseudopallene
Genre
Synonymes
- Pallenella Schimkewitsch, 1909[1]
- Spasmopallene Stock, 1968[1]
- Spicularia Helfer, 1938[1]

Pseudopallene est un genre de pycnogonides de la famille des Callipallenidae.

## Liste des espèces
Selon World Register of Marine Species (29 avril 2021) :
- Pseudopallene brevicollis (Sars, 1891)
- Pseudopallene centrotus Pushkin, 1990
- Pseudopallene circularis (Goodsir, 1842)
- Pseudopallene collaris Turpaeva, 2002
- Pseudopallene gilchristi Flynn, 1928
- Pseudopallene glutus Pushkin, 1975
- Pseudopallene pacifica Losina-Losinsky, 1961
- Pseudopallene spinipes (Fabricius, 1780)
- Pseudopallene variabilis Arango & Brenneis, 2013
- Pseudopallene zamboangae Stock, 1953

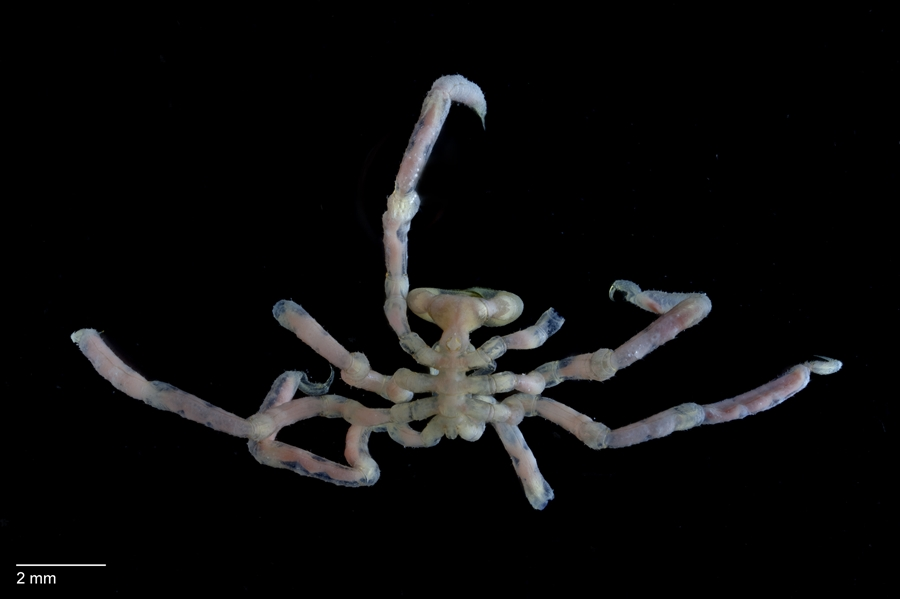
Pseudopallene reflexa.
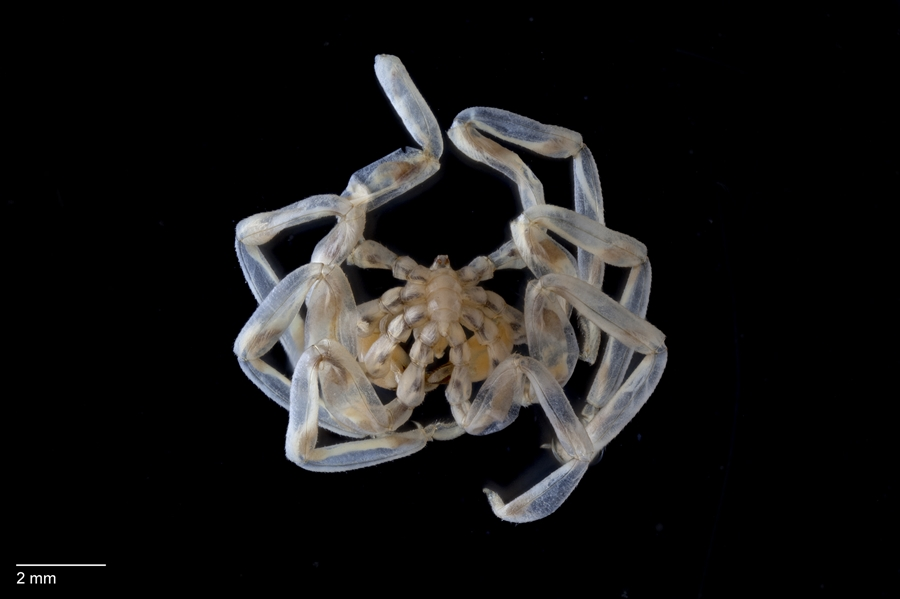
Pseudopallene watsonae.

## Publication originale
- (en) Edmund B. Wilson, « Report on the Pycnogonida of New England and adjacent Waters », United States Commission of Fish and Fisheries, Report of the Commissioner, vol. 6,‎ 1878, p. 463-506 (OCLC 13387411, lire en ligne).